# Bellucia grossularioides
Bellucia grossularioides är en tvåhjärtbladig växtart som först beskrevs av Carl von Linné, och fick sitt nu gällande namn av José Jéronimo Triana. Bellucia grossularioides ingår i släktet Bellucia och familjen Melastomataceae. Inga underarter finns listade i Catalogue of Life.